# Yusuf Sarı
Yusuf Sari (* 20. November 1998 in Martigues) ist ein türkisch-französischer Fußballspieler.

## Karriere

### Verein
Sari kam im Sommer 2015 vom FC Istres zur U-19-Mannschaft von Olympique Marseille. Im Januar 2017 debütierte er für die B-Mannschaft von Marseille in der vierthöchsten Spielklasse, als er am 16. Spieltag der Saison 2016/17 gegen den FC Martigues in der 83. Minute für Jérémie Porsan-Clemente eingewechselt wurde. Am folgenden Spieltag stand er gegen den FC Hyères erstmals in der Startelf. Zu Saisonende hatte er zwölf torlose Einsätze zu Buche stehen.
Im August 2017 stand Sari gegen die AS Monaco erstmals im Profikader, wurde allerdings nicht eingesetzt. Sein Debüt in der Ligue 1 gab er schließlich im Oktober 2017, als er am siebten Spieltag der Saison 2017/18 gegen den FC Toulouse in der Nachspielzeit für Florian Thauvin in die Partie gebracht wurde.
Im November 2017 erhielt Sari einen bis 2021 laufenden Profivertrag.
Im August 2018 wurde er an den Zweitligisten Clermont Foot verliehen. Sein erstes Spiel für Clermont in der Ligue 2 absolvierte er im September 2018, als er am siebten Spieltag der Saison 2018/19 gegen AJ Auxerre in der 74. Minute für Lorenzo Rajot eingewechselt wurde. Zur Saison 2019/20 wechselte Sarı zu Trabzonspor.

### Nationalmannschaft
Der in Frankreich geborene Sari debütierte im März 2018 für die türkische U-21-Auswahl, als er im EM-Qualifikationsspiel gegen Schweden in der 80. Minute für Abdülkadir Ömür eingewechselt wurde.